# بشيرو علي
بشيرو علي هو سياسي تنزاني، وهو أيضًا السكرتير العام لتنزانيا الذي تم تعيينه في المنصب في 26 فبراير 2021. وهو كذلك الأمين العام لحزب تشاما تشا مابيندوزي السياسي في تنزانيا والذي تم تعيينه في المنصب في 31 مايو 2018. قبل تعيينه أمينًا عامًا للحزب كان محاضرًا في جامعة دار السلام.